# Clap Your Hands Say Yeah
Clap Your Hands Say Yeah es una banda estadounidense de indie rock, originaria de Brooklyn, Nueva York y Filadelfia, Pensilvania. El grupo está formado por Alec Ounsworth, Lee Sargent, Robbie Guertin, Tyler Sargent y Sean Greenhalgh. Su álbum debut, Clap Your Hands Say Yeah, fue lanzado en 2005.
Los miembros de la banda, que se conocieron en la Universidad de Connecticut, comenzaron a tocar semanalmente en el club Pianos de Nueva York. Es destacable el hecho de que se hayan convertido en un relativo éxito comercial en Estados Unidos y Europa sin haber firmado con ningún sello discográfico, exclusivamente a través de Internet. Al poco tiempo del lanzamiento de su álbum homónimo, comenzaron a recibir la atención de numerosos blogs de MP3 y críticas favorables de medios de Internet, como Pitchfork Media, quien los calificó como la "Mejor Banda Nueva". La demanda pronto superó a la edición inicial del álbum, forzando una segunda edición del disco. La aparición de David Bowie y David Byrne como espectadores de algunos de los conciertos de la banda en 2005 ha hecho crecer el reconocimiento de la banda en círculos musicales.

## Miembros
- Alec Ounsworth - Guitarra, voz principal.
- Robbie Guertin - Guitarra, teclado, voz.
- Lee Sargent - Guitarra, teclado, voz.
- Tyler Sargent - Bajo, voz.
- Sean Greenhalgh - Batería, percusión.

## Discografía

### Álbumes
- Clap Your Hands Say Yeah (2005) #26 en el Reino Unido[1]
- Some Loud Thunder (2007) #45 en el Reino Unido[1]
- Hysterical (2011)
- Only Run (2014)
- The tourist (2017)
- New fragility (2021)

EP
- 2006: Fall 2006 Tour EP (con Architecture in Helsinki y Takka Takka)
- 2013: Little Moments EP

### Sencillos
- 2005: "Over and Over Again (Lost and Found)"
- 2005: "Is This Love?" (#74 en el Reino Unido)[1]
- 2006: "In This Home on Ice" (#68 en el Reino Unido)[1]
- 2006: "The Skin of My Yellow Country Teeth" (Edición limitada de 1500 copias de vinilo para el Reino Unido, # 149)
- 2007: "Satan Said Dance"
- 2011: "Maniac" (descarga gratuita)
- 2014: "Ghost" (Claptone con Clap Your Hands Yeah)